# Выдровка (деревня)
Выдровка — деревня в Медынском районе Калужской области России. Входит в состав сельского поселения «Деревня Михальчуково».
Выдровка — шапка, отороченная мехом выдры

## География
Расположено на берегу реки Городенка, недалеко от автодороги А-130(«Варшавское шоссе»)
Рядом — деревни Хорошая и Радюкино, бывшая деревня Ковыряевка(Утешево).

## История
В «Списке населённых мест Калужской губернии» по данным 1859 года упоминается владельческая деревня Хорошая (Выдровка) при речке Городёнке в 10 верстах от Медыни по правую сторону Московско-Варшавского шоссе.
После реформ 1861 года вошла в Богдановскую волость.
В деревне была братская могила, в 1957 году останки бойцов были перенесены в Романово.

## Население
| 2002 | 2010 |
| ---- | ---- |
| 0    | ↗5   |